# Fruktifikation
Die Fruktifikation (lateinisch frúctus ‚Frucht‘ und fácere ‚bilden‘) oder Fruchtbildung ist die Ausbildung von Samen und Früchten von mannbaren Pflanzen. Bei Moosen bilden sich Sporangien, bei Pilzen sind es die Fruchtkörper. In der Mykologie wird der Begriff auch als allgemeine Bezeichnung für kompakte, pilzliche Gebilde gebraucht wie beispielsweise Conidiomata, Stromata von Ascokarpien, aber auch Plasmodiokarpien von Schleimpilzen. Wenn bei einem Gehölz nur alle Jahre eine Fruktifikation stattfindet, spricht man von einem Mastjahr.